# Paolo Fondato
Paolo Fondato (Roma, 3 febbraio 1947) è un regista e sceneggiatore italiano.

## Biografia
Paolo Fondato ha lavorato come regista e aiuto regista oltre che come sceneggiatore. È noto per aver diretto Mashamal - ritorno al deserto (1998), Donna di piacere (1997) e I cacciatori (1979), di cui ha curato anche la sceneggiatura.
È stato membro della giuria dei David di Donatello 2008.

## Filmografia

### Regia
- Il filo e il labirinto - miniserie TV, episodio 1x01 Il sognatore (1979)
- Quattro grandi giornalisti - miniserie TV, episodi 1x03 Curzio Malaparte, 1x04 Mario Pannunzio (1980)
- L'ispettore anticrimine - miniserie TV (1993)
- Donna di piacere (1997)
- Mashamal - ritorno al deserto (1998)

### Sceneggiatura
- Affari di famiglia, regia di Marcello Fondato - miniserie TV (1989)
- Domani, regia di Marcello Fondato - film TV (1986)
- ...altrimenti ci arrabbiamo!, regia di YouNuts! (2022)

### Regia e Sceneggiatura
- I cacciatori (1979)
- Cerco l'amore - miniserie TV (1988)
- Ti ho adottato per simpatia - film TV (1991)